# Смотра драмских аматера Подунавља и Поморавља „Живка Матић” у Пожаревцу
Смотра драмских аматера Подунавља и Поморавља „Живка Матић“ у Пожаревцу је покренута на иницијативу Центра за културу Пожаревца, а у част српске глумице Живке Матић, родом из Пожаревца.

## Настанак фестивала
Центар за културу Пожаревац оснива фестивал, на челу са тадашњим директором Горданом Бојковићем, на десету годишњицу смрти велике српске глумице Живке Матић која се родила и умрла у Пожаревцу. Каријеру је значајно и пресудно обогатила радијским и телевизијским улогама, чиме се издвојила у односу на тадашње колегинице и колеге. До шездесетих година и масовнијег коришћења ова два медија, глумци су своју популарност највише стицали кроз филмски и позоришни рад. Радио, са својим популарним емисијама (Весело вече, Вече уз радио, Аутобус у пола шест, Вечерас заједно и другим) створио је звезде југословенске естраде, па и саму естраду. Телевизија је томе још више допринела јер су серије биле изванредног квалитета, одличних сценарија, а продукција је била у потпуности филмска. Дестине таквих серија изнедриле су  нове јунаке јавног живота. Глумци окупљени око Веселе вечери, Мија Алексић, Миодраг Петровић Чкаља, Бата Паскаљевић, Бранка Веселиновић и други, чинили су окосницу тог ударног таласа. Грађани села Луга и Љубав на сеоски начин биле су улазнице за славу и Живки Матић. Међутим, као и многи други, повлачењем из уметничког живота, она је пала у заборав и умрла је у Пожаревцу , у коме се и родила, као социјални случај. Град се постарао за њену сахрану, а ентузијасти Центра за културу у њену част покренули су овај фестивал. Он је, најпре био замишљен као фестивал драмских аматера Браничевског округа, међутим, узимајући у обзир обим продукције на поменутом подручју и популарност Живке Матић у ширем окружењу, селектори су добили могућност да крену ка терену који природно гравитира Пожаревцу.

## Естетика и такмичарски проседе фестивала
Смотра је организована у фестивалској форми и такмичарског је карактера. На њој учествују аматерска позоришта Подунавља и Поморавља, са ближим одређењем ка местима која природно и социолошки гравитирају Пожаревцу.  Фестивал траје просечно од четири до шест дана. Последње вече није такмичарско, већ се у част проглашења победника игра ревијална представа.
Стручни жири састоји се из три члана: уредника програма Центра за културу Пожаревац, глумца позоришта Миливоје Живановић и јавне личности нашега града која се афирмисала у позоришном животу (као критичар, новинар, љубитељ, бивши глумац, итд). 
Жири сваке вечери бира најбољу глумицу и најбољег глумца. То може бити било ко из играјуће поделе, без обзира да ли је играо главну или епизодну улогу. Цене се глумачка убедљивост, сликовитост, изражајност, сарадња с ансамблом у светлу испуњавања редитељских задатака, као и укупни хабитус.  Из круга сваковечерњих победника бирају се најбоља глумица и најбољи глумац фестивала. Поред њих, жири предлаже уметничком директору фестивала најбољу представу која ће , потом, бити ревијално одиграна на фестивалу Миливојев штап и шешир, сусретима варошких позоришта Србије који се сваке године одржавају у Пожаревцу у другој половини фебруара. 

### Прва смотра, 22 - 26. јануар  2008.
Програм смотре:
- 22. јануар (уторак), велика сала Дома културе, 20 сати

АП Жанка Стокић Велико Градиште и Рабровско позориште - Раброво, Љубомир Симовић: Чудо у Шаргану
- 23. јануар (среда), велика сала Дома културе, 20 сати АП Бата Булић КПЦ Петровац на Млави, Радослав Златан Дорић: Како смо волели друга Тита
- 24. јануар (четвртак), велика сала Дома културе, 20 сати, Општинско аматерско позориште Бранислав Нушић -Центар за културу Мало Црниће, Б. Нушић: Власт
- 25. јануар (петак), велика сала Дома културе, 20 сати, КУД Бранко Радичевић , Драмски студио Божевац, Милица Новковић: Камен за под главу
- 26. јануар (субота), велика сала Дома културе, 20 сати, Центар за културу Пожаревац - позориште Миливоје Живановић, Милисав Миленковић: Јесте ли ми род...

Одлуке жирија:
- Најбоља режија: Спасоје Ж. Миловановић (Власт)
- Најбоља женска улога: равноправно две награде - Мирјана Игњатовић (Божевац) за улогу Симане и Љиљана Милановић  (Мало Црниће) за улогу госпа-Мице.
- Најбоља мушка улога: равноправно две награде - Горан Петровић (Мало Црниће) за улогу скитнице и Добривоје Петровић (Петровац) за улогу Титовке.
- Најбоља представа: Камен за под главу, Драмски студио КУД Бранко Радичевић Божевац

### Друга смотра, 21 - 27. јануар 2009.
Програм смотре:
- 21. јануар (среда), велика сала Дома културе, 20 сати

Свечани почетак
АП Жанка Стокић  Центра за културу Велико Градиште, Ефраим Кишон: Да ли је то била шева?
- 22. јануар (четвртак), велика сала Дома културе, 20 сати , Позориште Кастелум Костолац, Синиша Ковачевић:Вирус
- 23. јануар (петак), велика сала Дома културе, 20 сати, ОАП Бранислав Нушић Центра за културу Мало Црниће, Александар Поповић: Пазарни дан
- 24. јануар (субота), велика сала Дома културе, 20 сати, Позориште Раброво, Соња
- 25. јануар (недеља), велика сала Дома културе, 20 сати , АП Бата Булић КПЦ Петровац на Млави,Христо Бојчев: Пуковник птица
- 27 . јануар (уторак), велика сала Дома културе, 20 сати ,Центар за културу Пожаревац - позориште Миливоје Живановић, А.П. Чехов: Крчма на главном друму

Одлуке жирија:
- Најбоља глумица фестивала: Марина Милићевић (Велико Градиште)
- Најбољи глумац фестивала: Миодраг Илић (Велико Градиште)
- Најбоља представа: Да ли је то била шева?

### Трећа смотра, 21 - 25. I  2010.
Програм смотре:
- 21. јануар (четвртак), велика сала Дома културе, 20 сати

Свечани почетак фестивала
АП Бата Булић - КПЦ Петровац на Млави, Радослав Златан Дорић: Како смо волели друга Тита
- 22. јануар (петак), велика сала Дома културе, 20 сати, АП Бата Булић - КПЦ Петровац на Млави, Милан Гргић: Пробуди се, Като!
- 23. јануар (субота), велика сала Дома културе, 20 сати , Позориште Кастелум Костолац, Стеван Копривица: Анђела
- 24. јануар (недеља), велика сала Дома културе, 20 сати, Драмски студио КУД Радичевић Божевац, Гогољ: Женидба
- 25. јануар (понедељак), велика сала Дома културе, 20 сати, Центар за културу Пожаревац  - позориште Миливоје Живановић, Дора Дел Бјанко: Весели натпис на тужном гробу

Одлуке жирија:
- Најбоља женска улога: Мирјана Васић, Божевац
- Најбоља мушка улога: Добривоје Петровић, Петровац на Млави
- Најбоља представа: Пробуди се, Като!

### Четврта смотра, 21 - 24. I  2011.
Програм смотре:
- 21. јануар (петак), велика сала Дома културе, 20 сати

Свечани почетак фестивала
Драмски студио КУД Бранко Радичевић Божевац, Ј.С. Поповић: Лажа и паралажа
- 22. јануар (субота), велика сала Дома културе, 20 сати, ОАП Бранислав Нушић - Центар за културу Мало Црниће, Л.Н. Толстој: Царство мрака
- 23. јануар (недеља), велика сала Дома културе, 20 сати, Дом културе Влада Марјановић - драмски студио Маска, Старо Село, Ежен Јонеско: Час
- 24. јануар (понедељак), велика сала Дома културе, 20 сати, АП КУД Обилић Крњево, П. Перишић: Хероји

Одлуке жирија:
- Најбоља женска улога : Далиборка Перић (Божевац)
- Најбоља мушка улога: Горан Милановић (Старо Село)
- Најбоља представа: Час

### Пета смотра, 21 - 24. I 2012.
Програм смотре:
- 21. јануар (субота), велика сала Дома културе, 20 сати, Позориште Кастелум Костолац, Слободан Симић: Како сам поново постао нормалан
- 22. јануар (недеља), велика сала Дома културе, 20 сати, ОАП Бранислав Нушић , Центар за културу Мало Црниће, Б. Нушић: Народни посланик
- 23. јануар (понедељак), велика сала Дома културе, 20 сати , АП КУД Обилић Крњево, Душан Савковић: Љубав на сеоски начин
- 24. јануар (уторак), велика сала Дома културе, 20 сати, АП Жанка Стокић ЈУ КЦ Велико Градиште, Б. Нушић: Сумњиво лице

Одлуке жирија:
- Најбоља женска улога: Катарина Глигоријевић (Крњево)
- Најбоља мушка улога: Мирко Јенић (Велико Градиште)
- Најбоља представа: Љубав на сеоски начин

### Шеста смотра, 21 - 24. I 2013.
Програм смотре:
- 21. јануар (понедељак), велика сала Дома културе, 20 сати, Позориште Креативни хаос Смедерево, Т. Вилијемс: Трамвај звани жеља
- 22. јануар (уторак), велика сала Дома културе, 20 сати, Дом културе Влада Марјановић - драмски студио Маска, Старо Село, Душан Ковачевић: Живот у тесним ципелама
- 23. јануар (среда), велика сала Дома културе, 20 сати, АП КУД Обилић Крњево, Карло Голдони: Мирандолина
- 24. јануар (четвртак), велика сала Дома културе, 20 сати, ОАП Бранислав Нушић - Центар за културу Мало Црниће, Душан Ковачевић: Урнебесна трагедија

Одлуке жирија:
- Најбоља женска улога: Невена Ракочевић (Смедерево)
- Најбоља мушка улога: Небојша Милосављевић (Старо Село)
- Најбоља представа:  Трамвај звани жеља

### Седма смотра, 9 - 13. XI 2014.
Програм смотре:
- 9. XI   (недеља), велика сала Дома културе, 20 сати, АП КУД Обилић Крњево, Мајкл Фрејн: Иза кулиса
- 10. XI   (понедељак), велика сала Дома културе, 20 сати, ОАП Бранислав Нушић Центар за културу Мало Црниће, Радослав Златан Дорић: Позориште у паланци
- 11. XI   (уторак), велика сала Дома културе, 20 сати, Позориште Кастелум Костолац, Б. Нушић: Госпођа министарка
- 12. XI   (среда), велика сала Дома културе, 20 сати, КЦ Велико Градиште - АП Жанка Стокић, Радослав Павловић: Мала
- 13. XI   (четвртак), велика сала Дома културе, 20 сати, АП Бата Булић КПЦ Петровац на Млави, Душан Ковачевић: Балкански шпијун

Одлуке жирија:
- Најбоља женска улога: Љиљана Милановић (Мало Црниће)
- Најбоља мушка улога: Добривоје Петровић (Петровац)
- Најбоља представа: Балкански шпијун

### Осма смотра, 11- 15. XI  2015.
Програм смотре:
- 11. XI   (среда), мала сала Дома културе, 20 сати, АП Бата Булић КПЦ Петровац на Млави, Реј Куни: Ухваћен у мрежу
- 12. XI   (четвртак), мала сала Дома културе, 20 сати, Драмски студио КУД Бранко Радичевић Божевац, Павел Кохоут: Мета
- 13. XI   (петак), мала сала Дома културе, 20 сати, ОАП Бранислав Нушић , Центар за културу Мало Црниће, Николај Гогољ: Ревизор
- 14. XI   (субота), мала сала Дома културе, 20 сати, АП КУД Обилић Крњево, Горан Лекић: Све је то само шлиц
- 15. XI   (недеља), мала сала Дома културе, 20 сати, Центар за културу Пожаревац - позориште Миливоје Живановић (мала сцена), Лела Ликар: Док бејах мртав, Монодрама у извођењу Владислава Велковског

Проглашење победника и свечани завршетак фестивала.
Одлуке жирија:
- Најбоља женска улога: Милица Илић (Петровац)
- Најбоља мушка улога: Валентино Ољача (Божевац)
- Најбоља представа: Ревизор